# 에탕프

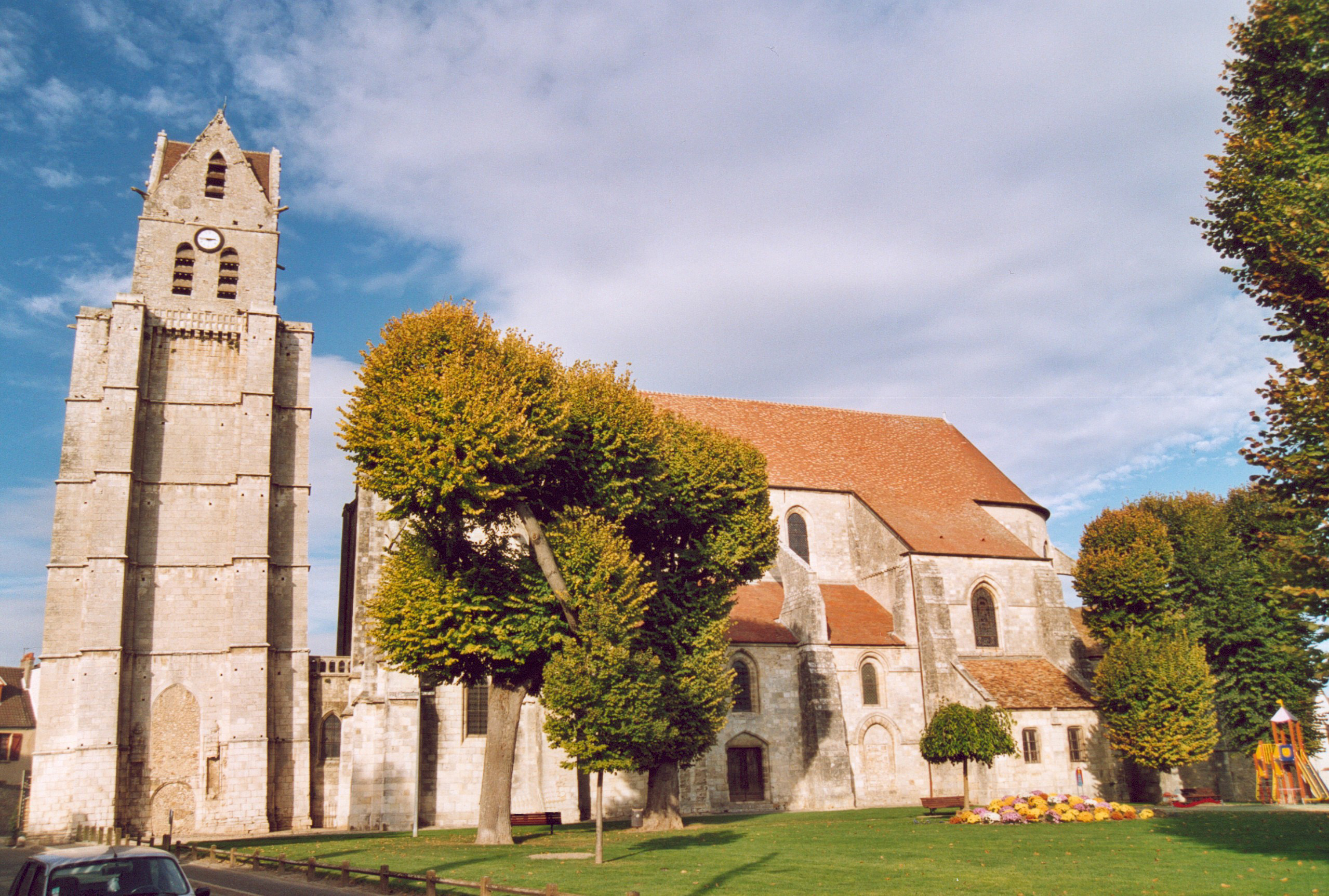
에탕프

에탕프(프랑스어: Étampes)은 프랑스 일드프랑스 에손주에 위치한 도시로 면적은 40.92km2, 인구는 22,679명(2006년 기준), 인구 밀도는 550명/km2이다. 파리에서 48.1km 정도 떨어진 곳에 위치한다.

시 문장